# 長尾景恒
長尾 景恒（ながお かげつね）は、南北朝から室町時代前期にかけての武将。上杉氏の家臣。越後長尾氏の祖。実弟に鎌倉・足利長尾氏の祖・景直。

## 出自
その出自、及び養父である関東長尾氏の祖・景忠との関係については以下の諸説がある。
- 長尾藤明（あるいは藤景）の子で景忠とは兄弟であったとする説。長尾景為の息子で景忠とは兄弟であったとする説。
- 別の長尾氏出身で、景忠とは従兄弟若しくは親戚であり、その実父である景為の養子となったとする説。

## 略歴
景恒は上杉憲顕の家臣として活躍し、『太平記』には長尾弾正という名で登場する。越後国守護代の地位を景忠から養子という形で譲り受けた。これが越後長尾氏の始まりである。
景恒には4人の男子がおり、その中で三男の依景は早世したが、長男の長景は上田長尾家の祖となり、次男の長尾高景は三条長尾家、府中長尾家の祖となり、三男の長尾景晴 (秀景)は古志長尾家の祖となって発展していった。